# Prince Nezha's Triumph Against Dragon King
Naia contra o Rei dos Dragões (Prince Nezha's Triumph Against Dragon King (chinês: 哪吒鬧海) é um filme chinês de animação tradicional de 1979, É baseado na história mais popular do herói mitológico Nezha. Foi exibido fora de competição na 33ª edição do Festival de Cannes, em 1980. Em 30 de maio de 2014, o Google prestou homenagem ao longa, em seu 35º aniversário, com um doodle animado na página principal de mecanismo de busca em Hong Kong.